# Cébès
Cébès de Thèbes est un philosophe grec de la fin du Ve siècle et du début du IVe siècle av. J.-C.

## Notice historique
Originaire de Thèbes, Cébès est d'abord, dans sa patrie, disciple du pythagoricien Philolaos, tout comme son compatriote Simmias. Les deux amis se rendent ensuite à Athènes et se lient à Socrate. Pendant la captivité de ce dernier (399 av. J.-C.), toujours avec Simmias, il se propose d'organiser et de financer une évasion, mais Socrate refuse.
Cébès est l'un des principaux interlocuteurs de Socrate dans le Phédon de Platon. Son nom est aussi mentionné dans le Criton, un autre dialogue platonicien, et dans les Mémorables de Xénophon.
Trois dialogues sont attribués à Cébès par Diogène Laërce et la Souda :
- Le Tableau (Πίναξ / Pínax) ;
- Le Septième (Ἑβδόμη / Hebdómê). Référence probablement le septième jour du mois Thargélion, fête d'Apollon, et également le jour de naissance de Platon[1]. ;
- Phrynique (Φρύνιχος / Phrúnikhos). On connaît au -Ve siècle Phrynichos le Tragique et Phrynichos le Comique mais impossible de savoir si c'est bien ceux concernés par l'ouvrage[1].

Le Tableau, une ekphrasis, est le seul ouvrage qui nous soit parvenu sous le nom de Cébès : dans un sanctuaire du dieu Cronos, des jeunes étrangers venus apporter des offrandes contemplent un tableau qui représente toutes les scènes de la vie humaine, et un vieillard leur en livre l'interprétation. Cet ouvrage est marqué par des doctrines de stoïcisme, cynisme et néopythagorisme. Sa datation est évaluée au premier ou deuxième siècle de notre ère, ce qui exclut l'attribution à Cébès. On attribue plutôt de nos jours cet écrit à un homonyme, philosophe stoïcien originaire de Cyzique, contemporain de Marc Aurèle (IIe siècle)[réf. souhaitée]. Le Tableau de Cébès est d'ordinaire édité à la suite d'Épictète.
L'attribution à Cébès des deux autres ouvrages est aussi douteuse.